# مجمع السويس الطبي
مجمع السويس الطبي هو مجمع طبي على مساحة أرض خضراء 45 ألف متر ومكون من ثمان مباني.

## الوصف
يعد المجمع أكبر صرح طبي بإقليم القناة، حيث يُقام على مساحة 47 ألف متر مربع ويتكون من 9 مباني ( المبنى الرئيسي، مبنى العيادات، مبنى سكن الأطباء، مبنى سكن التمريض و 5 مباني خدمية).
المبنى الرئيسي للمجمع مكون من مبنى عملاق على طراز رائع، بجانبه مبنى العيادات الخارجية و2 مبنى للسكن بجانب المباني الخدمية، المبنى الرئيسي للمجمع له قدرة استيعابية تصل إلى 567 سرير، يشمل 28 سرير طوارئ و70 سرير مريض للغسيل الكلوي و427 سرير لحجز المرضى، مفصلة ما بين 110 سرير رعاية مركزة و54 حضانة و253 سرير حجز داخلي.
ويتكون المبنى الرئيسي من:
- الدور الأرضي ويحتوي علي (المدخل الرئيسي، الطوارئ، الأشعة، التعقيم، المغاسل، المشرحة)
- الطابق الأول ويضم أقسام ( الحروق، المناظير، المعامل، العلاج الطبيعي، المسالك البولية، الغسيل الكلوي، النساء والتوليد، الحضانات والصيدلية).
- الطابق الثاني ويشمل أجنحة الإقامة الداخلية.
- الطابق الثالث ويشمل (الرعاية المركزة، العمليات، الرعايات المركزة للعمليات، قسم القلب ويضم رعايات القلب).
- وتتضمن العيادات الخارجية بالمجمع 26 عيادة وقسم الأشعة، بالإضافة إلى صيدلية، و4 مراكز متخصصة في (أمراض الكلى والمسالك، طب وجراحة العيون، أمراض القلب والقسطرة، الحروق )، كما يضم أيضًا بنك دم تجميعي.

## أنظر أيضاً
- مستشفي صدر السويس